# Cursinu
Le cursinu est une race de chiens originaire de Corse attestée au moins depuis le XVIe siècle. Toutefois sa reconnaissance par la société centrale canine ne date que de 2003. C'est un chien de travail polyvalent. Il est très attaché à son maître.
Vous pouvez trouver tous les renseignements utiles sur le site du club de race : Club du cursinu

## Historique
Des écrits et des illustrations attestent l'existence du chien corse depuis le XVIe siècle au moins. Le cursinu est notamment utilisé comme chien de berger par les Corses jusqu'en 1950, bien que la race soit connue pour sa polyvalence. Les effectifs de la race déclinent au cours du XXe siècle avant un regain d'intérêt au cours des années 1980. L'association de sauvegarde du chien corse est créée en 1989 (elle devient en 2004 le Club du Cursinu). La Société centrale canine a reconnu la race en 2003,.

## Description
Le cursinu est un chien de pays rustique, robuste, d'allure puissante et sans lourdeur. L'allure est souple, le galop court, saccadé et sautillant. Les membres sont fortement musclés. La truffe est large, ouverte et de couleur noire. Les yeux sont ovales et légèrement obliques de couleur noisette à marron foncé. Les oreilles de forme triangulaires sont semi-tombantes ou tombantes. La queue est touffue, tombante ou enroulée au repos, enroulée en action.
Le pelage est bien fourni, court ou mi-long. La robe la plus commune est le fauve bringé, une panachure limitée est admise au niveau du poitrail et de l'extrémité des membres. 

## Caractère
Le cursinu est docile, fidèle, fier et très attaché à son maître. En revanche il est méfiant vis-à-vis des étrangers. Intelligent, calme et équilibré, capable de s'adapter à de nombreuses situations, il déborde d'énergie et de vivacité quand il est en action.

## Utilisation
Chien d'une extrême polyvalence, il est couramment utilisé pour la chasse au sanglier, au renard et au lièvre. Il excelle aussi dans la garde de troupeaux.
Par ailleurs, on le retrouve également de plus en plus dans tout type de discipline comme l'obéissance, l'agility, le cani-cross, le cani-VTT...

## Anecdotes
- Guy Bedos avait un cursinu de 3 ans appelé Malo dans sa maison à Lumio, qui fut abattu d'une balle dans la tête en janvier 2010[4].
- Dans le film L'Enquête Corse, le détective Jack Palmer se rend dans un bar où il croise une femelle cursinu, qu'il prend pour une bâtarde[5].